# Hearne (Teksas)
Hearne je grad u američkoj saveznoj državi Teksas. Prema popisu stanovništva iz 2010. u njemu je živjelo 4.459 stanovnika.